# Last Ninja 3
Last Ninja 3, sovratitolato Real Hatred Is Timeless sulle copertine delle prime edizioni e chiamato Ninja Three su schermo, è un videogioco isometrico di avventura dinamica pubblicato nel 1991 dalla System 3 per Commodore 64, Amiga e Atari ST e nel 1994 per la console Amiga CD32.
Il videogioco è il secondo e ultimo sequel di The Last Ninja, dopo Last Ninja 2, e sfrutta in buona parte lo stesso sistema di gioco dei predecessori. Lo sviluppo fu affidato a persone diverse rispetto ai primi due titoli. Last Ninja 3 per computer fu generalmente molto apprezzato dalla critica, ma non ebbe lo stesso grande successo dei predecessori.
Il videogioco, in emulazione della versione Commodore 64, è stato reso disponibile su Virtual Console nel 2008-2010, ma poi venne ritirato e rimborsato ai clienti per via di un bug che faceva bloccare il gioco dopo il primo livello.

## Trama
L'ultimo maestro ninja Armakuni affronta ancora una volta il malvagio Shōgun Kunitoki sconfitto nei due videogiochi precedenti. Come in Last Ninja 2, Armakuni viene trasportato per volontà divina attraverso lo spazio e il tempo per fermare Kunitoki, questa volta nel Tibet medievale. Kunitoki con i suoi sgherri ha invaso i luoghi sacri buddisti, per corromperne lo spirito. Nella sequenza animata introduttiva il ninja raggiunge una fortezza nell'oscurità, si arrampica sulle mura ed elimina furtivamente una sentinella. Nel gioco Armakuni si avventura nelle aree del tempio buddista, dedicate nell'ordine ai quattro elementi terra, vento, acqua, fuoco e infine agli elementi limbo (non presente su Commodore 64) e vuoto.

## Modalità di gioco
Il gioco è una miscela di azione ed esplorazione con diversi enigmi da risolvere. Ogni livello è un insieme di luoghi con visuale isometrica a schermo fisso, collegati in modo non lineare. Lo scopo di ogni livello è raggiungere l'uscita dopo aver sconfitto un boss. In ogni schermata può essere presente un solo avversario, che si può cercare di sconfiggere in stile picchiaduro o di evitare.
Il ninja può correre nelle quattro direzioni (orientate in diagonale) e camminare anche all'indietro. Si possono fare salti con capriola, a volte necessari per superare ostacoli.
In combattimento inizialmente sono disponibili solo calci e pugni, poi ci si possono procurare le armi nunchaku, shuriken, spada e asta, utilizzabili con diverse mosse.
Un indicatore a forma di spirale rappresenta l'energia vitale del protagonista e un'altra spirale simile rappresenta l'energia dell'eventuale avversario presente su schermo. I nemici comuni abbattuti recuperano progressivamente l'energia e in poco tempo si rianimano.
Si può perdere anche subito una vita cadendo negli attraversamenti pericolosi.
Un indicatore a forma di drago che cambia colore rappresenta il bushido del protagonista, novità rispetto ai due giochi precedenti; con un livello di bushido alto si ha più efficacia in combattimento. Il bushido si guadagna sconfiggendo i nemici, specialmente se si combattono con la loro stessa arma o a mani nude. Si perde invece un po' di bushido se si lascia una schermata senza combattere l'avversario.
Un altro indicatore unico di questo episodio della serie è una ruota della preghiera che si apre per mostrare l'immagine di un oggetto da raccogliere quando il ninja si trova vicino a esso. Altrimenti, gli oggetti sono spesso completamente nascosti nello scenario e invisibili al giocatore. Su Commodore 64 la ruota mostra momentaneamente anche l'arma sguainata dall'avversario. Un'altra area nel pannello informativo mostra l'arma o l'oggetto appena raccolto o selezionato.
Ci sono in tutto 6 livelli (5 su Commodore 64), gli ultimi due (l'ultimo su C64) di aspetto più surreale e sospeso nel vuoto. Il gioco è del tipo "multicaricamento", una modalità di software in cui al termine di ciascun livello viene automaticamente caricato il livello successivo.
A ogni livello occorre cercare alcuni oggetti che servono per costruire armi o equipaggiamenti particolari. Ad esempio, al primo livello il giocatore deve recuperare un guanto e dei chiodi. Combinando questi due oggetti si costruisce il guanto chiodato; unendo della polvere da sparo a una ampolla si costruisce una bomba. Scalando una roccia con il guanto e armando la bomba si riesce a far cadere un masso che altrimenti blocca l'accesso al secondo livello.

## Accoglienza
All'uscita, Last Ninja 3 fu di solito molto apprezzato dalla stampa di settore, specialmente nella versione Commodore 64, che ricevette tra l'altro una "medaglia d'oro" di gioco del mese da Zzap!. Non raggiunse tuttavia il successo dei primi due giochi della trilogia.
Secondo la rivista retrospettiva Retro Gamer, è il miglior titolo della serie dal punto di vista estetico, specialmente la versione Commodore 64, che in quanto a dettaglio grafico è quasi alla pari con i più potenti Amiga e Atari ST. La memorabile introduzione animata è tra le migliori della generazione 8 bit. Il gameplay tuttavia era ormai datato e mancavano vere innovazioni rispetto ai predecessori. Inoltre il design di livelli e rompicapi può sembrare peggiorato rispetto al gioco precedente.
Anche secondo Mark Cale della System 3, Last Ninja 3 fu il meno riuscito della loro trilogia, forse a causa del cambio di sviluppatori, dovuto principalmente alla temporanea uscita dall'azienda di John Twiddy, programmatore dei primi due Last Ninja per Commodore 64.
Il successo commerciale comunque fu soddisfacente, anche se le cifre non sono chiare: Cale ha dichiarato in un'intervista che Last Ninja 3 vendette 1,5 milioni di copie e in un'altra che ne vendette 3 milioni. Raggiunse il primo posto nella classifica mensile delle vendite nel Regno Unito stilata dalla Gallup Ltd. per Commodore 64.
Decisamente più tiepida fu l'accoglienza della versione per CD32, che è identica a quella per Amiga uscita tre anni prima, a parte i tempi di caricamento più brevi.